# Aeroportul Internațional Cataratas del Iguazú
Aeroportul Internațional Cataratas del Iguazú (IATA: IGR, ICAO: SARI) este un aeroport din Provincia Misiones, Argentina ce deservește zona Puerto Iguazú. Aeroportul a fost tranzitat în decembrie 2022 de 105.553 de pasageri. A fost numit după zona deservită.
Situat la o altitudine de 279 m, aeroportul dispune de o singură pistă.